# حجاب (هندسة)

رسم توضيحي يصف مبدأ عمل المضخة الغشائية (أو المضخة الحجابية أو المضخة الرقية)

الحجاب في الميكانيكا، لوح يتكون من مادة شبه مرنة مثبتة في محيطه وغالبًا ما يكون شكله مستديرًا. وهو يستخدم كحاجز بين غرفتين، حيث يتحرك بشكل خفيف لأعلى في غرفة من الغرفتين أو لأسفل في الغرفة الأخرى اعتمادًا على الفروق في الضغط، أو في شكل جهاز يهتز عندما يتم استخدام ترددات محددة معه.
والمضخة الغشائية تستخدم غشاءً لضخ مائع. والتصميم النموذجي يكون بتواجد الهواء في أحد الجانبين بحيث يختلف ضغطه بشكل دائم، مع تواجد سائل في الجانب الآخر. وتؤدي الزيادة والانخفاض في الحجم الناجمان عن حركة الغشاء بشكل متبادل إلى إجبار السائل على الخروج من الغرفة وجذب المزيد من السوائل من مصدرها. وتشبه حركة الغشاء بشكل كبير حركة مكبس الغطاس، باستثناء أن الغشاء يستجيب للتغييرات في الضغط بدلاً من القوة الميكانيكية للقضيب.
وتستخدم منظمات الضغط في أنظمة الوقود في تطبيقات السيارات الأغشية كجزء من تصميمها. ويشتمل ذلك على منظمات ضغط الوقود في أنظمة حقن البنزين والمحولات في معظم المركبات التي يتم تزويدها بالوقود باستخدام الغاز النفطي المسال والغاز الطبيعي المسال.